# Thora Pedersen
Marie Thora Frederikke Pedersen (21. oktober 1875 – 29. oktober 1954) var en dansk lærer, skoleinspektør og kvinderetsforkæmper, der var aktiv i Danmarks Lærerforening og Dansk Kvindesamfund.